# Lijst van voetbalinterlands België - Engeland (vrouwen)
Deze lijst van voetbalinterlands is een overzicht van alle officiële voetbalinterlands tussen de nationale vrouwenteams van België en Engeland. De landen hebben tot nu toe achttien keer tegen elkaar gespeeld.

## Wedstrijden
| №  | Plaats        | Datum             | Competitie                          | Wedstrijd         | Uitslag |
| -- | ------------- | ----------------- | ----------------------------------- | ----------------- | ------- |
| 1  | Southampton   | 31 oktober 1978   | Vriendschappelijk                   | Engeland − België | 3 − 0   |
| 2  | Oostende      | 1 mei 1980        | Vriendschappelijk                   | België − Engeland | 2 − 1   |
| 3  | Jesolo        | 20 augustus 1984  | Mundialito 1984                     | België − Engeland | 1 − 1   |
| 4  | Caorle        | 25 augustus 1984  | Mundialito 1984                     | België − Engeland | 1 − 2   |
| 5  | Épinal        | 14 mei 1989       | Vriendschappelijk                   | België − Engeland | 0 − 2   |
| 6  | Ieper         | 17 maart 1990     | WK 1991 kwalificatie                | België − Engeland | 0 − 3   |
| 7  | Sheffield     | 7 april 1990      | WK 1991 kwalificatie                | Engeland − België | 1 − 0   |
| 8  | Koksijde      | 6 november 1993   | EK 1995 kwalificatie                | België − Engeland | 0 − 3   |
| 9  | Nottingham    | 13 maart 1994     | EK 1995 kwalificatie                | Engeland − België | 6 − 0   |
| 10 | Rotherham     | 8 april 2016      | EK 2017 kwalificatie                | Engeland − België | 1 − 1   |
| 11 | Leuven        | 20 september 2016 | EK 2017 kwalificatie                | België − Engeland | 0 − 2   |
| 12 | Leuven        | 29 augustus 2019  | Vriendschappelijk                   | België − Engeland | 3 − 3   |
| 13 | Wolverhampton | 16 juni 2022      | Vriendschappelijk                   | Engeland − België | 3 − 0   |
| 14 | Bristol       | 22 februari 2023  | Arnold Clark Cup 2023               | Engeland − België | 6 − 1   |
| 15 | Leicester     | 27 oktober 2023   | UEFA Women's Nations League 2023/24 | Engeland − België | 1 − 0   |
| 16 | Leuven        | 31 oktober 2023   | UEFA Women's Nations League 2023/24 | België − Engeland | 3 − 2   |
| 17 | Bristol       | 4 april 2025      | UEFA Women's Nations League 2025    | Engeland − België | 5 − 0   |
| 18 | Leuven        | 8 april 2025      | UEFA Women's Nations League 2025    | België − Engeland | 3 − 2   |

## Samenvatting
| Competitie                  | Totaal gespeeld | Winst België | Gelijk | Winst Engeland | Doelsaldo België – Engeland |
| --------------------------- | --------------- | ------------ | ------ | -------------- | --------------------------- |
| WK-kwalificatie             | 2               | 0            | 0      | 2              | 0 − 4                       |
| EK-kwalificatie             | 4               | 0            | 1      | 3              | 1 − 12                      |
| Mundialito                  | 2               | 0            | 1      | 1              | 2 − 3                       |
| UEFA Women's Nations League | 4               | 2            | 0      | 2              | 6 − 10                      |
| Arnold Clark Cup            | 1               | 0            | 0      | 1              | 1 − 6                       |
| Vriendschappelijk           | 5               | 1            | 1      | 3              | 5 − 12                      |
| Totaal                      | 18              | 3            | 3      | 12             | 15 − 47                     |